# Пузырь (фильм, 2006)
«Пузырь» (англ. The Bubble, ивр. הבועה, Buah, Ha-‎) — фильм израильского режиссёра Эйтана Фокса о проблемах ксенофобии и социального конфликта: расизма, гомофобии, сексизма, столкновении этнических, политических, неформальных субкультур. На фоне палестино-израильского конфликта развивается история любви израильтянина и палестинца.

## Сюжет
Фильм начинается со сцены смерти — Ноам становится свидетелем того, как палестинская женщина начинает рожать прямо на КПП и её ребёнок погибает, приехавшая скорая помощь не смогла его спасти, но окружающие палестинцы винят в случившемся израильтян.
Молодой израильский резервист Ноам проходит службу на контрольно-пропускном пункте на границе Израиля и палестинских территорий. Там он впервые видит Ашрафа.
Вскоре Ноам возвращается в Тель-Авив, где вместе с другом геем Яали и продавщицей из магазина ароматического мыла Лулу снимает квартиру на улице Шенкин, в известном молодёжном и левым по взглядам районе Тель-Авива. В районе царит богемная жизнь, на фоне которой трое друзей участвуют в движении против войны.
Ашраф находит Ноама, чтобы вернуть ему утерянный израильтянином на КПП паспорт. Между юношами разгорается любовь, но в их жизни вмешивается множество неразрешимых конфликтов: Израиль и Палестина, религия и атеизм, левые и правые политические взгляды, рок и поп-музыка, гомосексуальность и гетеросексизм, общественное и личное.

«Пузырь» — фильм противоположностей, — говорит режиссёр Эйтан Фокс. — С одной стороны, молодёжь пытается сделать вид, будто Тель-Авив — это Нью-Йорк, а с другой стороны, город за пределами дома перенасыщен тяжелыми конфликтами и кровью

## История
Большое влияние на фильм оказала смерть матери режиссёра — сцена, где мать идёт против комитета района, пытаясь обеспечить доступ палестинских детей на еврейскую игровую площадку — полностью биографична. «После смерти моей матери я думал: я хочу продолжить её борьбу» — говорит Эйтан Фокс.
В России картина была представлена в рамках Международного ЛГБТ-Кинофестиваля «Бок о Бок» и Международного кинофестиваля против расизма и ксенофобии «Открой глаза!».

## Награды[1]
- 2006 Выдвинут на награды Израильской Киноакадемии: Лучшая музыка, Лучший звук, Лучший актёр второго плана
- 2007 Берлинский Международный Кинофестиваль: C.I.C.A.E.-Preis; кинопремия Тедди: Siegessäule reader award
- 2007 Дублинский гей-лесби кинофестиваль: Зрительская награда
- 2007 Дурбанский Международный Кинофестиваль: Лучший сценарий
- 2007 Лос-Анджелесский кинофестиваль «Аутфест»: Special Programming Committee
- 2007 Торонто Международный ЛГБТ Кинофестиваль : Зрительская награда, Лучший художественный фильм.